# Podosfera
Podosfera (do inglês, Podosphere) o nome que se dá à noosfera composta por dois ou mais podcasts. Na cultura pop, podosfera pode ser considerada toda a esfera relacionada aos Podcasts.
É similar ao fenômeno que ocorre com a blogosfera, compreendendo muitos podcasts, como uma comunidade ou rede social. Tal qual a blogosfera se constitui em algo diferente de um livro, a podosfera, como união de podcasts é considerada uma forma de Comunicação Contemporânea diferente de um modelo radiofônico.
Para funcionar, a podosfera depende dos feeds, gerados pelos podcasts, que contém informações como o caminho para o arquivo de áudio, resumo por escrito, descrição, tempo de duração. Cada podcast tem seu feed, e esses feeds em conjunto, bem como a participação de integrantes de um podcast em outro (crossover), compõe a podosfera. Tratam de assuntos que vão desde bate-papos rápidos até profundas discussões sobre um tema.

## Comunidade
Existem grupos que funcionam como uma sociedade do podcast, onde em muitos casos, há colaboracionismo e solidariedade, juntando forças em prol de um objetivo comum, o que em alguns casos é chamado de Podosfera Unida. Exemplo disso é a o que ocorre no mês de Março, quando há a campanha coletiva #OPodcastÉDelas, onde podcasts se unem para incentivar a participação de mulheres na mídia.
Ao contrário de podcasts de grandes grupos de mídia, geralmente independentes entre si, a podosfera em geral conta com o trabalho de produtores  amadores. Grandes grupos de mídia em geral, não conseguem sucesso com essa comunidade, onde geralmente ouvintes e produtores se confundem. Muitos já são – ou se tornarão – podcasters.
Apesar do caráter independente, a podosfera faz uso de plataformas consagradas para disponibilização de seu conteúdo. Em geral utilizam SoundCloud e MixCloud para disponibilizar os arquivos de áudio e Itunes, Blubrry, Megafono, opção nacional, e Podflix para disponibilizar feeds. Há plataformas menores e gratuitas, como SensCast, Podflix e Dissonante, mas estes contam com curadoria e não aprovam todos os materiais enviados. Mais recentemente, TuneIn, que tradicionalmente só aceitava Rádios, passou a fornecer suporte esse tipo de material. essenciais à distribuição desse conteúdo.

## Características
- Uso maciço de edição e pós-produção, inclusive para corrigir falhas na redação ou desenvolvimento dos temas
- Uso de offs (gravações independentes, unidas na edição) e softwares de VoIP.
- Crossovers com mais de 3 ou 4 indivíduos discutindo por mais de 60 minutos.
- Técnicas de captação de áudio simples, com microfones de eletreto conectados a notebooks.
- Excessiva repetição de temas de fandoms de material audiovisual, como animações, séries, reality shows e filmes. Em seguida aparecem temas ligados à política, cultura e quadrinhos
- Crossovers entre podcasts com integrantes participando em conjunto[6]

## Diferenças entre Rádio e Podosfera
Mesmo com plataformas como TuneIn, que tradicionalmente só aceitava Rádios, fornecendo suporte a podcasting, estes podem não apresentar características de programa de rádio e também não há como afirmar isso em relação à podosfera. Nem todos os fenômenos de transmissão sonora digital podem ser considerados rádio. O modelo radiofônico é aquele que segue dois critérios fundamentais: o fluxo de transmissão contínuo (streaming) e a presença dos elementos radiofônicos. A ausência de um ou outro critério classifica o fenômeno como não radiofônico. Dentro desse contexto, na podosfera, apenas podcasts que integram o catálogo da Sens podem ser considerados rádio, pois mantém streaming 24 horas por dia e com elementos como locução e jingles.
Como possui audiência temática bastante específica, quando unidos em torno da podosfera temáticas, os podcasts se ampliam e amadurecem, apresentando crescimento quantitativo e qualitativo. É neste ponto, da informação de nicho e diversificação dos temas, que a podosfera se diferencia ainda mais do rádio e pode atrair inclusive o mercado publicitário.